# بروس غراي
بروس غراي (بالإنجليزية: Bruce Gray)‏ (مواليد 1956 في بورتوريكو - 13 ديسمبر 2017) هو ممثل كندي، بدأ مسيرته سنة 1966.

## وصلات خارجية
- بروس غراي على موقع IMDb (الإنجليزية)
- بروس غراي على موقع ألو سيني (الفرنسية)
- بروس غراي على موقع أول موفي (الإنجليزية)
- بروس غراي على موقع قاعدة بيانات الأفلام السويدية (السويدية)
- بروس غراي على موقع قاعدة بيانات الفيلم (الإنجليزية)
- بروس غراي على موقع كينوبويسك (الروسية)
- الصفحة الخاصة بـروس غراى